# قانون الاتحاد الأوروبي للمنافسة

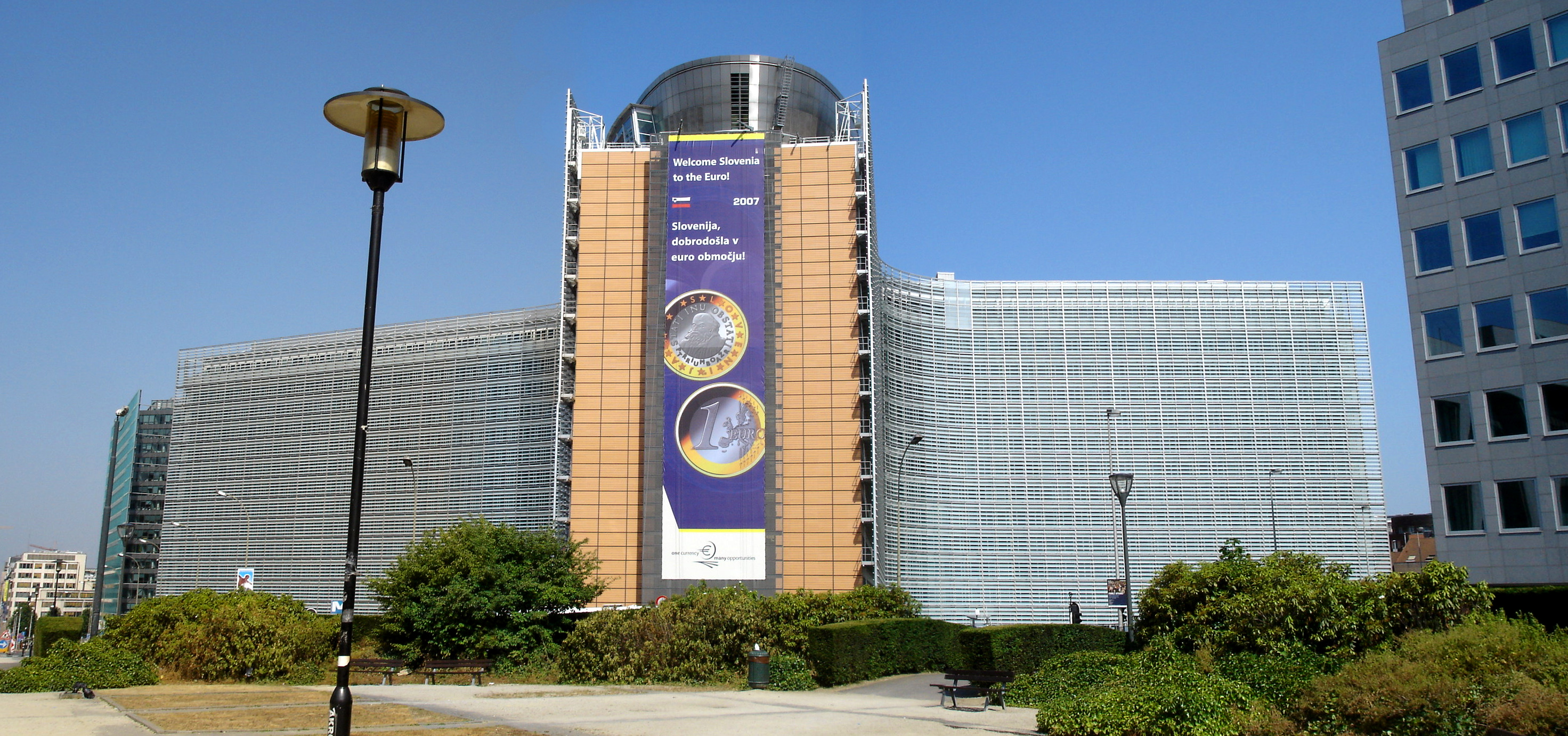
مبنى بيرليمونت – مقر المفوضية الأوروبية في بروكسل، وجهة إنفاذ قانون المنافسة في الاتحاد الأوروبي

في الاتحاد الأوروبي، يشجع قانون المنافسة على الحفاظ على المنافسة ضمن السوق الأوروبية المشتركة عبر تشريع تدابير مناهضة للمنافسة تقوم بها الشركات من أجل ضمان ألا تقيم كارتلات واحتكارات تضر بمصالح المجتمع.
يستند قانون المنافسة الأوروبية اليوم بشكل رئيسي على البند 101 حتى البند 109 من معاهدة عمل الاتحاد الأوروبي، وأيضًا على سلسلة من التشريعات والتوجيهات. المجالات الأربع للسياسة الرئيسية تتضمن:
- الكارتل، أو التحكم بالاتفاقات ضد طرف ثالث وممارسات أخرى مناهضة للمنافسة بموجب البند 102 من معاهدة عمل الاتحاد الأوروبي.
- احتكار السوق، أو منع إساءة الشركات لمواقعها المسيطرة في السوق بموجب البند 102 من معاهدة عمل الاتحاد الأوروبي.
- الاندماج، السيطرة على المندمجين المقترحين، والاستحواذ والمشاريع التجارية المشتركة التي تضم شركات تملك كمية محددة من حجم المبيعات في الاتحاد الأوروبي، وفقًا لقانون الاتحاد الأوروبي للمندمجين.[1]
- إعانة الدولة، السيطرة على الإعانة المباشرة وغير المباشرة الممنوحة من قبل الدول الأعضاء في الاتحاد الأوروبي للشركات بموجب البند 107 من معاهدة عمل الاتحاد الأوروبي.

تقع السلطة الرئيسية لتطبيق قانون المنافسة ضمن الاتحاد الأوروبي بين يدي المفوضية الأوروبية والإدارة العامة للمنافسة التابعة لها، على الرغم من أن إعانات الدولة في بعض القطاعات، كالزراعة، يشرف عليها من قبل إدارة عامة أخرى. يمكن للإدارات الأخرى أن تصدر قانونًا بأن تعوض إعانة للدولة منحت بصورة غير ملائمة، كما كان الحال في عام 2012 مع الخطوط الجوية المجرية ماليف.
تشمل أبرز قضايا محكمة العدل الأوروبية قضية كونستين آند جرونديغ ضد المفوضية ويونايتد براندز ضد المفوضية.

## التاريخ
أحد أبرز أهداف الآباء المؤسسين للمجموعة الأوروبية، رجال دولة حول جان موني وروبير شومان، كان تأسيس سوق مشتركة. ولتحقيق هذا الهدف، توجب إنشاء إطار عمل تنظيمي لقانون المنافسة يتميز بالكفاءة والشفافية وبمعايير مقبولة. كان القانون التشريعي التأسيسي هو قانون المجلس 17\62 (الذي استبدل الآن). صياغة القانون 17\62 حدثت في فترة ما قبل فان جيند أون لوس في التطور القانوني للمجموعة الأوروبية، حين لم تكن سيادة قانون المجموعة الأوروبية قد تأسست بالكامل بعد. ولتجنب تفسيرات مختلفة لقانون المجموعة الأوروبية للمنافسة، التي قد تختلف بين محكمة وطنية وأخرى، أنشئت المفوضية لتتخذ دور السلطة المركزية لتنفيذ القانون.
اتخذ القرار الرئيسي الأول بموجب البند 101 (ومن ثم البند 85) من قبل المفوضية في عام 1964. ووجدت بأن جروديج، شركة ألمانية لتصنيع    أجهزة منزلية، قد تصرفت بصورة غير قانونية في منح حقوق وكالة لفرعها الفرنسي. في قضية كونستين آند جرونديغ [عام 1966] أيدت محكمة العدل الأوروبية قرار المفوضية، ووسعت تعريفها للإجراءات التي تؤثر على التجارة لتشمل «آثارًا محتملة» وثبتت بصورة إجمالية موقعها الرئيسي في تطبيق قانون المنافسة إلى جانب المفوضية. وبصورة عامة اعتبر التطبيق اللاحق للبند 101 من معاهدة عمل الاتحاد الأوروبي (محاربة الاتفاقيات التجارية المناهضة للمنافسة) من قبل المؤسستين بأنه كان مؤثرًا بالقدر نفسه. إلا أن بعض المحللين يؤكدون أن سياسة الاحتكار التي اتبعتها المفوضية (تنفيذ القانون بموجب بند 102) كانت «غير فعالة إلى حد بعيد»، بسبب مقاومة الحكومات الفردية للدول الأعضاء التي كانت تسعى إلى حماية أبرز شركاتها الوطنية من التحديات القانونية. وتلقت المفوضية أيضًا انتقادات من الدوائر الأكاديمية. مثلًا، حاججت فالنتاين كوراه، محلل قانوني بارز في هذا الميدان، أن المفوضية كانت شديدة الصرامة في تطبيقها لقوانين المفوضية الأوروبية للمنافسة وأنها غالبًا ما تجاهلت آليات سلوك الشركة، التي يمكن أن تكون من الناحية الفعلية مفيدة، حسب رأيها، للمستهلكين ولجودة البضائع المتاحة في بعض الحالات.
على الرغم من ذلك، تركت الترتيبات المطبقة أثرًا جيدًا حتى أواسط الثمانينيات من القرن العشرين، حين بدا واضحًا أنه مع مرور الوقت، ومع النمو الثابت في الحجم للاقتصاد الأوروبي ومع ازدياد التعقيدات في طبيعة الأنشطة المناهضة للمنافسة وممارسات السوق، لن تعود المفوضية قادرة في نهاية المطاف على التعامل مع كمية العمل الخاصة بها. لاقت السيطرة المركزية للإدارة العامة للمنافسة تحديًا من قبل النمو السريع لسلطات المنافسة الوطنية وتعقيدها، ومن قبل الانتقادات المتزايدة من المحاكم الأوروبية المتعلقة بالإجراءات والتفسير والتحليل الاقتصادي. تضخمت هذه المشكلات بفعل تزايد عدم القدرة على إدارة كمية العمل لنظام إشعارات الشركات المركزية. والسبب الإضافي للحاجة إلى إصلاح لتشريع 17\62 القديم كان توسيع الاتحاد الأوروبي الذي كان يلوح في الأفق، والذي توسعت العضوية فيه إلى 25 دولة عضو بحلول عام 2004 و27 دولة عضو بحلول عام 2007. وبالنظر إلى طبيعة اقتصادات السوق الجديدة في شرق أوروبا الوسطى، توقعت المفوضية المشبعة أساسًا تزيدًا أكبر في كمية العمل الخاص بها.
ردت المفوضية على هذه التحديات كلها باستراتيجية نزع مركزية تطبيق قوانين المنافسة على ما سمي بتشريع التحديث. يضع تشريع مجلس الاتحاد الأوروبي 1\2003 سلطات المنافسة الوطنية والمحاكم الوطنية للدول الأعضاء في قلب تطبيق البندين 101 و102. وكان التطبيق منزوع المركزية الطريقة التقليدية لمدة طويلة لقوانين أخرى للمفوضية الأوروبية، ووسع تشريع مجلس الاتحاد الأوروبي 1\2003 ذلك في النهاية إلى قانون المنافسة أيضًا. بقيت المفوضية تحتفظ بدور هام في تطبيق الآلية، بصفتها القوة المنسقة في شبكة المنافسة الأوروبية المنشأة حديثًا. وتدير هذه الشبكة، التي تتألف من هيئات وطنية إضافة إلى المفوضية، تدفق المعلومات بين سلطات المنافسة الوطنية وتحافظ على تماسك ونزاهة النظام. في تلك الفترة، أشاد مفوض المنافسة ماريو مونتي بهذا التشريع ووصفه بأنه تشريع «سيثوّر» تطبيق البندين 101 و102. منذ شهر مايو من عام 2004، خولت جميع سلطات المنافسة المحلية لتطبق بصورة تامة بنود المنافسة في معاهدة المفوضية الأوروبية. في تقريرها الصادر عام 2005، أشادت منظمة التعاون الاقتصادي والتنمية بجهود التحديث ووصفتها بأنها جهود واعدة، وأشارت إلى أن نزع المركزية يساعد على إعادة توجيه الموارد لكي تتمكن الإدارة العامة للمنافسة من التركيز على التحقيقات المعقدة التي تشمل كامل المجموعة. إلا أن التطورات الأخيرة خلقت بعض الشكوك حول الترتيبات الجديدة. على سبيل المثال، في 20 ديسمبر من عام 2006، تراجعت المفوضية بصورة علنية عن «تفكيك» شركتي الطاقة العملاقتين، إي دي إف الفرنسية، وأي أون الألمانية، بعد مواجهتها معارضة حادة من حكومات الدول الأعضاء. وتجري معركة قانونية في الوقت الراهن حول اندماج أي أون إنديس، حيث كانت المفوضية تحاول تطبيق قانون الحركة الحرة لرأس المال، في حين تحمي إسبانيا بقوة مصالحها الوطنية. ويبقى منتظرًا إذا ما كانت سلطات المنافسة الوطنية سترغب بتحدي «شركاتها الوطنية» بموجب قانون المفوضية الأوروبية للمنافسة، أو إذا ما كانت المشاعر الوطنية ستسود. حتى أن البعض يفضلون تجانسًا أكبر في تفسير أعراف المنافسة في الاتحاد الأوروبي وتطبيقها وإجراءات تنفيذهما في ظل هذا النظام. إلا أنه حين تكون هناك خلافات كهذه في التفضيلات السياسية للعديد من الدول الأعضاء، وبالنظر إلى فوائد التجربة، قد يتساءل المرء في عام 2020 إذا ما كان تنوع أكبر (ضمن حدود) سيفشل في خلق نظام تنافسي شرعي وفعال.

## المندمجين والاحتكار

### نطاق قانون التنافس
نظرًا إلى أن منطق المنافسة هو المنطق الأكثر ملاءمة للمشاريع الخاصة، يستهدف لب تشريع الاتحاد الأوروبي للمنافسة الشركات التي تحقق الأرباح. ومع هذا، يتوسع التشريع بالضرورة بصورة أبعد، وفي معاهدة عمل الاتحاد الأوروبي يستخدم البندين 101 و102 المفهوم الملتبس «للتعهدات» بتحديد نطاق قانون المنافسة. وهذه الكلمة الإنجليزية غير الملائمة، والتي هي ترجمة حرفية للكلمة الألمانية «أونترنيهمن»، كانت قد نوقشت في قضية هوفنر آند إلسر ضد ماكروترون جي إم بي إتش. وصفت محكمة العدل الأوروبية كلمة «تعهدات» بأنها تعني أي شخص (عادي أو قانوني) «ينخرط في نشاط اقتصادي»، والذي بإمكانه أن يشمل مشاريع تدار من قبل الدولة في قضايا يسعى الأشخاص فيها إلى الدخول في أنشطة اقتصادية مثل الأعمال التجارية الخاصة. واشتمل أيضًا على وكالة توظيف، تدار من قبل الدولة، وتحاول كسب أموال، إلا أنها لم تكن في موقع يلبي الطلب. وخلافًا لذلك، في قضية فينين ضد المفوضية، اعتبرت الخدمات العامة التي كانت تدار وفق أسس «التضامن» لتحقيق «هدف اجتماعي» خارج نطاق قانون المنافسة. وسيصنف الأشخاص الموظفون ذاتيًا، الذين يعملون في مشاريع خاصة بهم، كمتعهدين، غير أن الموظفين سيكونون مستثنين كليًا من هذا التصنيف. وتبعًا للمبدأ ذاته الذي طرح من قبل قانون كلايتون الأمريكي في عام 1914، هم «بطبيعتهم نقيض الممارسة المستقلة لنشاط تجاري أو اقتصادي». وذلك يعني أنه لا يمكن اعتبار نقابات العمال خاضعة لقانون المنافسة، لأن هدفها الرئيسي إيجاد الحل للامساواة بين القوى المتفاوضة الموجودة في التعامل مع أصحاب العمل الذين عادة ما يكونون منظمين في إطار الشركة.